# درزيولي (بوكان)
قرية درزيولي (بالكردية: دەرزیوەلی) هي إحدى القرى التابعة لـفيض الله بغي في ريف قسم مركزي من مقاطعة بوكان، في محافظة أذربیجان الغربیة الإيرانية.

## السكان
حسب إحصاءات سنة 2006، بلغ إجمالي السكان في درزيولي 272 نسمة وعدد المساكن 116 مسكن. لغة سكان درزيولي هي اللغة الكردية و هم من أهل السنة والجماعة والمذهب الشافعي.